# Établissement pénitentiaire de Caxias
L'établissement pénitentiaire de Caxias est un hôpital-prison proche de Lisbonne, aux alentours du village de Caxias, dans la municipalité de Oeiras.
Elle est célèbre pour avoir été une prison politique durant l’Estado Novo, ou étaient détenus les opposants au régime, pour la plupart des militants communistes et socialistes. Après la révolution des Œillets, pendant la période révolutionnaire de 1974-75, elle a servi à emprisonner ceux qui étaient considérés « réactionnaires ». On y utilisait les plus récentes découvertes techniques conçues par la CIA.

## Détenus notables
Le tueur en série franco-algérien Sid Ahmed Rezala y sera incarcéré en 2000.